# Ron Stabinsky
Ron Stabinsky (* um 1980 in Pennsylvania) ist ein US-amerikanischer Jazzpianist, den All About Jazz als „stilistisches Chamäleon“ bezeichnete.

## Leben
Stabinsky erhielt ersten Musikunterricht mit fünf Jahren von seinem Großvater Michael Hoysock. Ab 2000 studierte er bei Edna Golandsky in New York City, daneben klassisches Piano bei dem Konzertpianisten Ilya Itin. Stabinsky arbeitete ab 2002 zunächst als Solist; sein Mentor war Bill Dixon, der ihn zu experimentelleren Spielformen ermutigte. 2007/08 spielte im Duo mit dem Saxophonisten Jack Wright; die Sessions wurden 2015 auf dem Alnum Just What You Need Today (Spring Garden Music) veröffentlicht. Gelegentlich arbeitete er im Laufe seiner Karriere mit David Taylor, Cris Kirkwood, Dave Liebman im Ensemble Relâche, das sich Zeitgenössischer Musik widmet; so ist er auf dem Album Comix Trips (2014) zu hören. Er gastierte auf internationalen Festivals wie dem Newport Jazz Festival, North Sea Jazz Festival, moers festival und auf dem Jazz and More Festival in Hermannstadt.
Seit 2013 spielt Stabinsky in der Formation Mostly Other People Do the Killing, zu hören auf den Alben Red Hot (2013), Blue (2014), Mauch Chunk (2015), Loafer’s Hollow (2016) und Paint (2017). Seitdem wirkte er außerdem bei Plattenaufnahmen von Charles Evans und des Peter Evans Quintet mit. Nach einem Soloalbum mit Eigenkompositionen (Free for One, 2015) nahm er 2016 mit der Formation Talibam! (mit Matthew Mottel und Kevin Shea) sowie Matt Nelson das Album Hard Vibe (ESP-Disk) auf. Im Bereich des Jazz listet der Diskograph Tom Lord zwischen 2013 und 2016 sieben Aufnahmesessions von Stabinsky. Im Trio mit Jonathan Fowler und Elizabeth Pfaffle entstand die kammermusikalisch orientierte Produktion Wilderness (Mark Records, 2016).